# Titularerzbistum Cyrrhus per i Maroniti
Cyrrhus per i Maroniti (ital.: Cirro per i Maroniti) ist ein Titularerzbistum der katholischen Kirche, das vom Papst an Titularerzbischöfe aus der mit Rom unierten Maronitischen Kirche vergeben wird.
Es geht zurück auf einen untergegangenen Bischofssitz in antiken Stadt Kyrrhos, die in der römischen Provinz Syria Coele bzw. in der Spätantike Syria Euphratensis am westlichen Ufer des Euphrat in Syrien lag.
| Titularerzbischöfe von Cyrrhus per i Maroniti |                |                                       |                    |                 |
| Nr.                                           | Name           | Amt                                   | von                | bis             |
| 1                                             | Joseph Estefan |                                       | 24. September 1896 | 4. Juli 1915    |
| 2                                             | Elia Scedid    | Patriarchalvikar von Batrun (Libanon) | 24. April 1926     | 18. Januar 1950 |